# Réaction de Piria
La réaction de Piria a été découverte en 1838 par le chimiste italien Raffaele Piria (1815 1910) qui en 1839, prépara l’acide salicylique à partir de la salicine et ouvrit la voie à son emploi en thérapeutique. Cette réaction fournit des cétones par une décarboxylation des sels de calcium des acides carboxyliques.
Sa réalisation nécessite une température élevée.

## Intérêt de la réaction
La réaction est surtout intéressante pour la synthèse des cétones cycliques mais la température qu'elle nécessite limite son emploi aux molécules peu fragiles. 
La réaction réalisée avec des diacides provoque déshydratation et décarboxylation. 